# L'Allegro

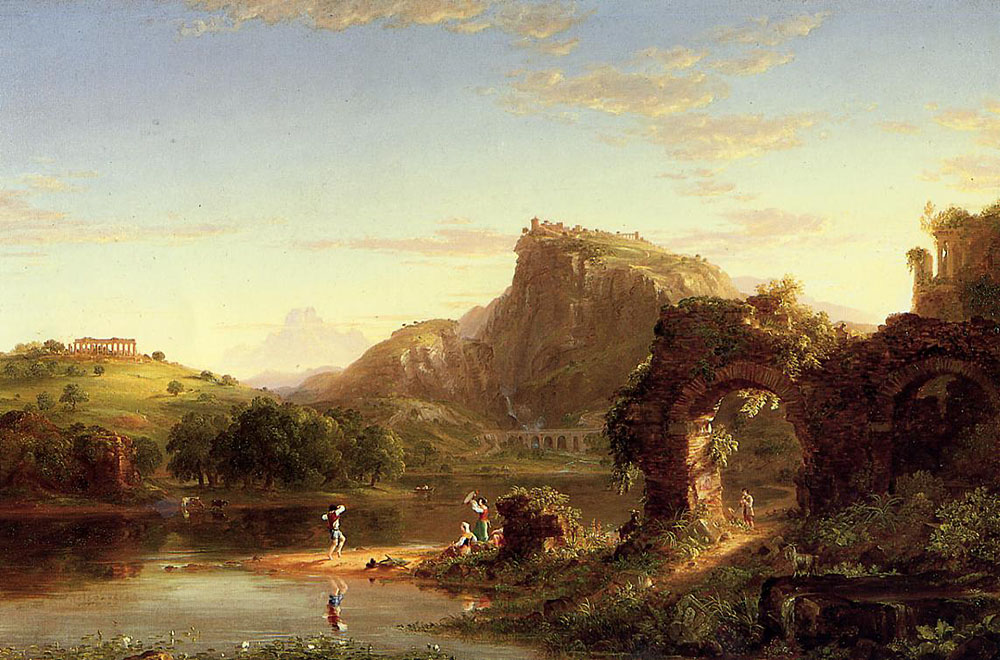
L'Allegro par Thomas Cole

L'Allegro est un poème bucolique de John Milton publié en 1645. L'Allegro est associé au poème Il Penseroso (en) qui décrit également une journée similaire passée en contemplation et en réflexion.

## Histoire
La date d'écriture de L'Allegro et d'Il Penseroso est incertaine car ils n’apparaissent pas dans le manuscrit du Trinity College de Milton. Cependant la manière dont sont composés les poèmes laisse penser qu'ils ont été écrits peu après que Milton ait quitté Cambridge. Ils sont publiés pour la première fois en 1645 dans un recueil de poème de Milton où ils se contrebalancent.

## Poème

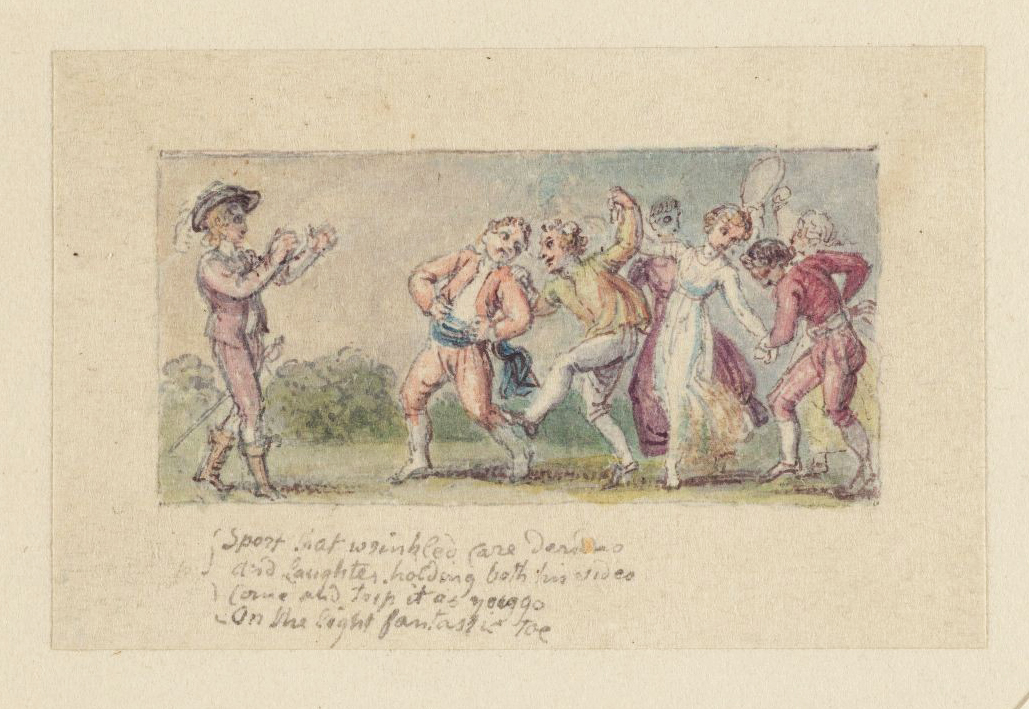
"Sport that wrinkled Care derides...", Thomas Stothard

Milton suit le modèle traditionnel d'hymne où le narrateur invoque Mirth/Euphrosyne et son ascendance divine :
In Heav'n yclept Euphrosyne,
And by men, heart-easing Mirth,
Whom lovely Venus at a birth
With two sister Graces more
To ivy-crowned Bacchus bore (lines 13–16)
Le narrateur continue en demandant à Mirth d'apparaitre :
Jest and youthful Jollity,
Quips and Cranks, and wanton Wiles,
Nods, and Becks, and wreathed Smiles,
...
Sport that wrinkled Care derides,
And Laughter holding both his sides. (lines 26–28, 31–32)
Ensuite le narrateur explique comment Mirth est liée aux environnements bucoliques :
Whilst the landscape round it measures,
Russet lawns, and fallows gray,
Where the nibbling flocks do stray
...
Meadows trim with daisies pied,
Shallow brooks, and rivers wide (lines 70–72, 75–76)
Près de la fin du poème, le narrateur demande à Mirth à être immergé dans la poésie et dans les plaisirs que Mirth est capable de produire :
And ever against eating cares,
Lap me in soft Lydian airs,
Married to immortal verse
Such as the meeting soul may pierce (lines 135–138)
Les dernières lignes sont des réponses aux questions trouvées dans la poésie élisabéthaine, dont celles du poème Come live with me and be my love de Christopher Marlowe :
These delights, if thou canst give,
Mirth with thee, I mean to live. (lines 151–152)

## Thème
Selon Barbara Lewalski, L'Allegro, également Il Penseroso, « explorer et contraste en termes simples les plaisirs idéaux appropriés à des modes de vie contrastés... qu'un poète peut choisir, ou pourrait choisir à différents moments,. » En particulier L'Allegro célèbre la Charites Euphrosone à travers le modèle bucolique traditionnel théocritien. Le poème est espiègle et se situe dans une scène bucolique qui permet au personnage principal de se connecter avec des histoires et des contes folkloriques, en plus de diverses pièces de théâtre et de spectacles comiques. Il y a une sorte de progression, des plaisirs trouvés dans L'Allegro aux plaisirs trouvés dans Il Penseroso.
Le poème invoque Mirth et d'autres personnages allégoriques de la joie et de la gaité, et exalte la vie active et joyeuse, tout en représentant une journée à la campagne en accord avec cette philosophie. Mirth, en tant que Charites, est liée à la poésie dans la littérature de la Renaissance, et le poème, dans sa forme et dans son contenu, est similaire à un dithyrambe à Bacchus ou à un hymne à Vénus. Cependant le plaisir qu'apporte Myrth est modéré et il y a un équilibre délicat entre l'influence de Vénus et de Bacchus réalisé en invoquant leur fille.
Ce poème a été classé de différentes manières par les spécialistes : poème académique par E. M. W. Tillyard, bucolique par Sara Watson, philosophie classique par Maren-Sofie Rostvig, encōmium de la renaissance par S. P. Woodhouse et Douglas Bush, hymne homérique ou ode Pindarique. Stelle Revard pense que le poème suit le modèle classique des hymnes qui lie les déesses à la poésie et utilise les femmes pour remplacer complètement Apollon.

## Réception
L'Allegro et Il Penseroso sont populaires au XVIIIe siècle et sont largement imités par d'autres poètes. Le poète et graveur William Blake, profondément influencé par la poésie et la personnalité de Milton, fait des illustrations pour L'Allegro et Il Penseroso.
Revard pense que Milton, lors de sa première publication des poèmes, « prend soin de se présenter comme un poète dans ces premières et dernières sélections, et dans le même temps de construire sa réputation poétique par un positionnement habile des poèmes 'L'Allegro' et 'Il Penseroso,. »